# Новые Ерыклы
 Новые Ерыклы  — деревня в Тукаевском районе Татарстана. Входит в состав Мелекесского сельского поселения.

## География
Находится в северо-восточной части Татарстана на расстоянии приблизительно 13 км на юго-запад от юго-западной границы районного центра города Набережные Челны рядом с аэропортом Бегишево.

## История
Основана в 1910-х годах.

## Население
Постоянных жителей было: в 1920—333, в 1926—291, в 1938—276, в 1949—459, в 1958—351, в 1970—132, в 1979 — 93, в 1989 — 42, 46 в 2002 году (татары 59 %), 92 в 2010.